# Гончар Олег Григорович
Оле́г Григо́рович Гонча́р — старший сержант Збройних сил України. 

## Нагороди
За особисту мужність і героїзм, виявлені у захисті державного суверенітету та територіальної цілісності України, вірність військовій присязі під час російсько-української війни
- нагороджений орденом «За мужність» III ступеня (26.2.2015).